# Batavia (Suriname)
Batavia è una località del Suriname.
Posta sul fiume Coppename, sotto il dominio olandese fu sede di una piantagione di cacao, di un presidio militare e di una colonia di lebbrosi, chiusa nel 1897.
È meta turistica e di pellegrinaggio ai luoghi legati al beato Pietro Donders.